# Luchthaven Ngari Kunsha
De luchthaven Ngari Kunsha, ook gespeld als Gunsa (Chinees: 阿里机场, Hanyu pinyin: Ali jichang), is een luchthaven in het arrondissement Gar in de prefectuur Ngari, in het westen van de Tibetaanse Autonome Regio. De luchthaven bevindt zich nabij de bovenloop van de rivier Indus.
Het vliegveld werd op 1 juli 2010 in gebruik genomen. Het is een van de hoogste vliegvelden ter wereld, op 4.274 meter boven zeeniveau, na de luchthaven Daocheng Yading, de luchthaven Chamdo Bangda en de luchthaven van Kangding. De vliegafstand van 1780 km naar Lhasa zal rond twee uur bedragen.
Vanwege de weersomstandigheden is deze regio alleen bereikbaar tussen mei en oktober, wat met de bouw van het vliegveld voor een deel wordt opgelost.